# Salar de Olaroz
Le salar de Olaroz est un petit salar ou désert de sel situé sur les hauts plateaux (puna) de la province de Jujuy à environ 3 900 m d'altitude. La température moyenne est d'environ 8 °C et les précipitations annuelles moyennes sont inférieures à 100 mm.